# Об'єкт електроенергетики
Об'́єкт електроенерге́тики — електрична станція (крім ядерної частини атомної електричної станції), електрична підстанція, електромережа, підключені до об'єднаної енергетичної системи України.
Умисне пошкодження або руйнування об'єктів електроенергетики, якщо ці дії призвели або могли призвести до порушення нормальної роботи цих об'єктів, або спричинили небезпеку для життя людей тягне за собою кримінальну відповідальність.